# 東京都道31号青梅あきる野線

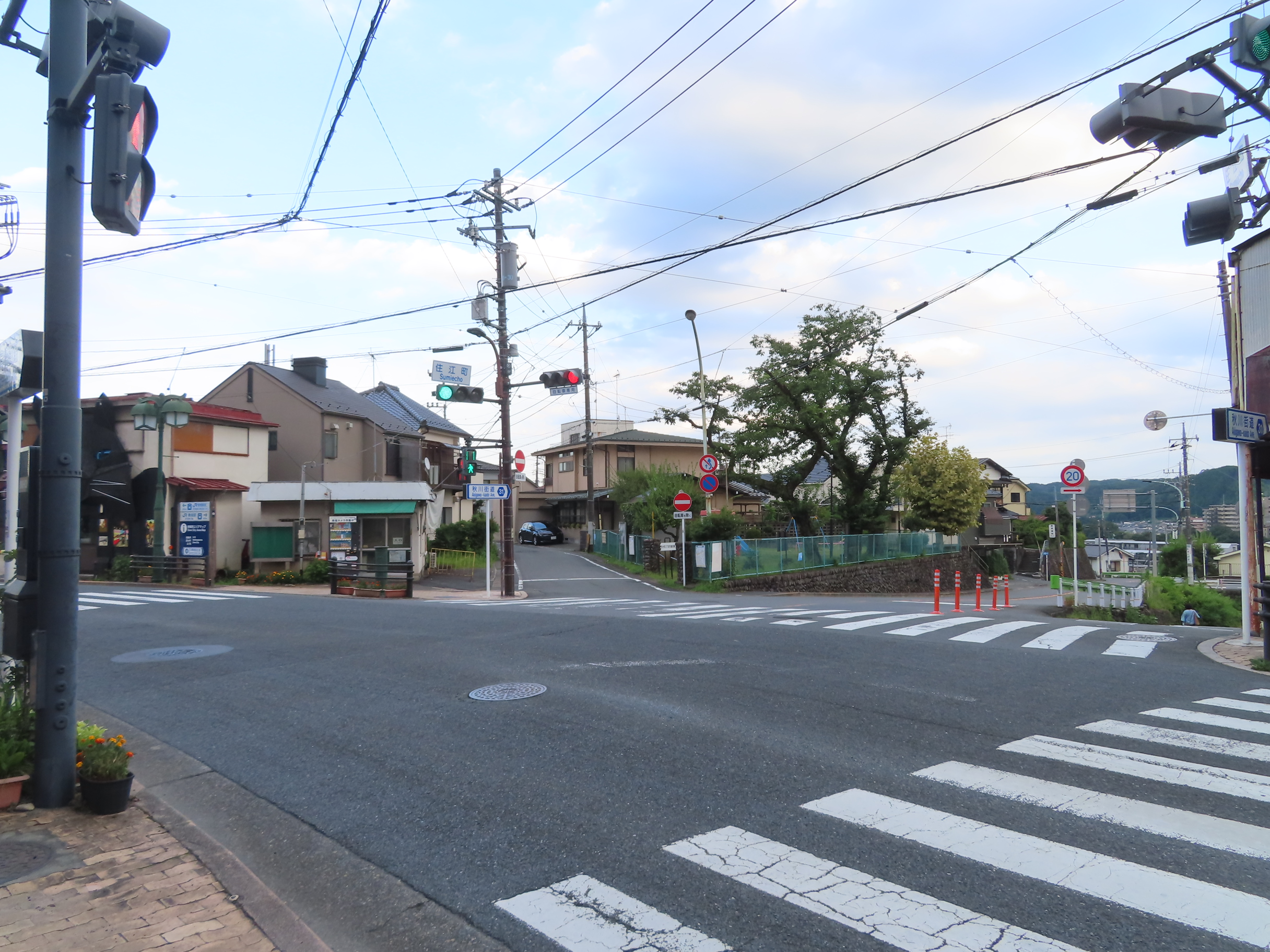
起点、住江町交差点。右奥が当路線

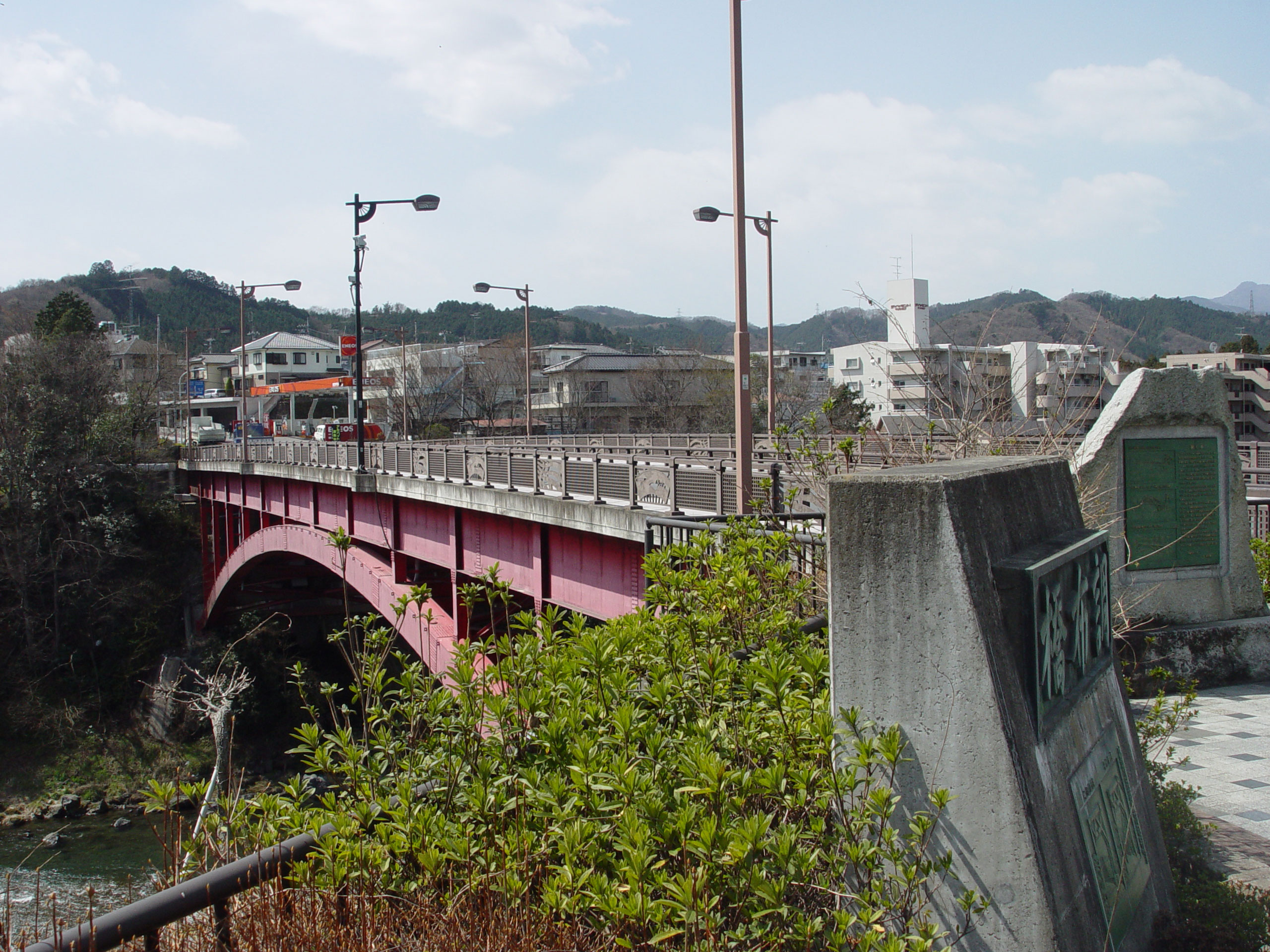
調布橋

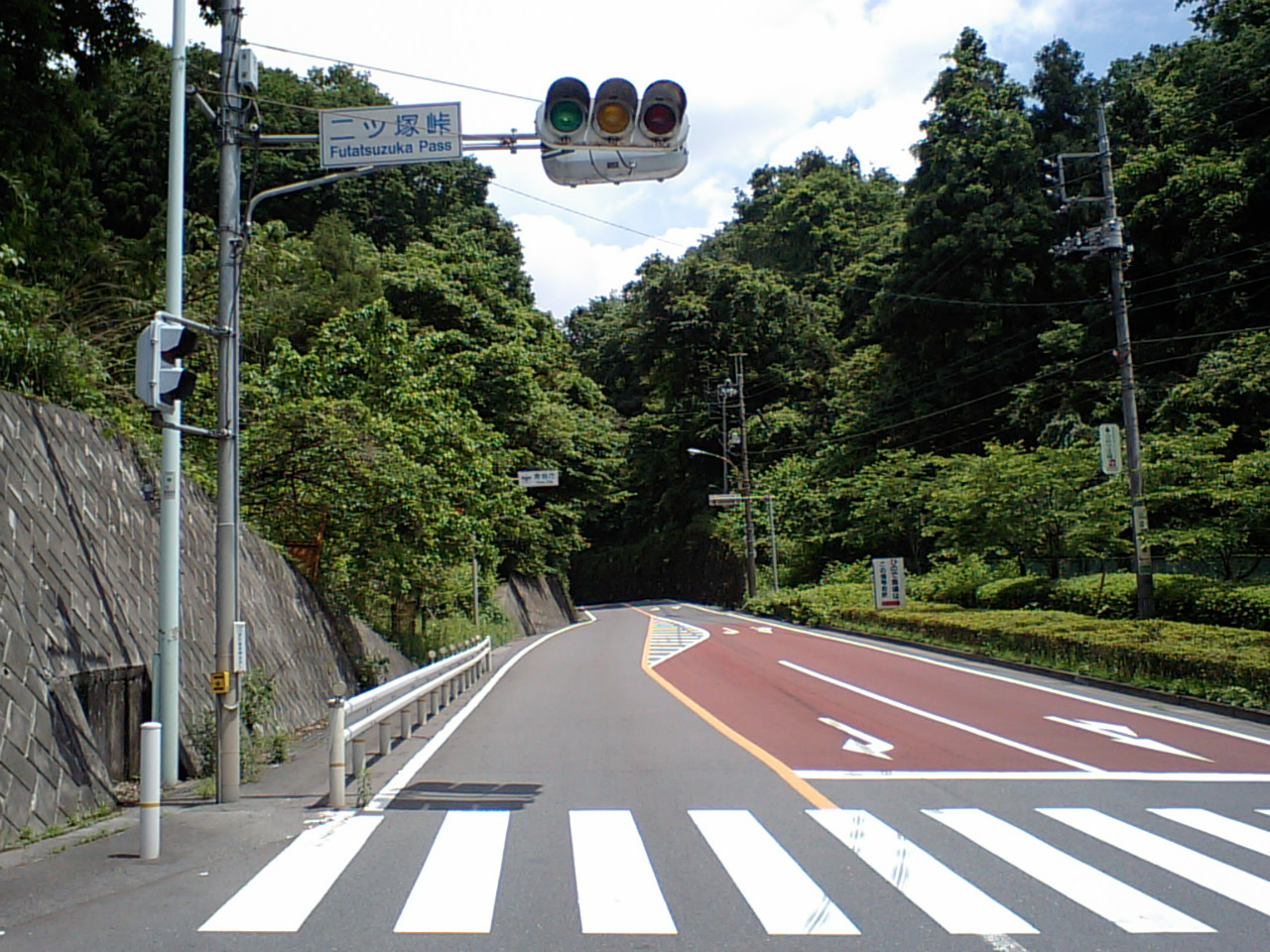
二ツ塚峠

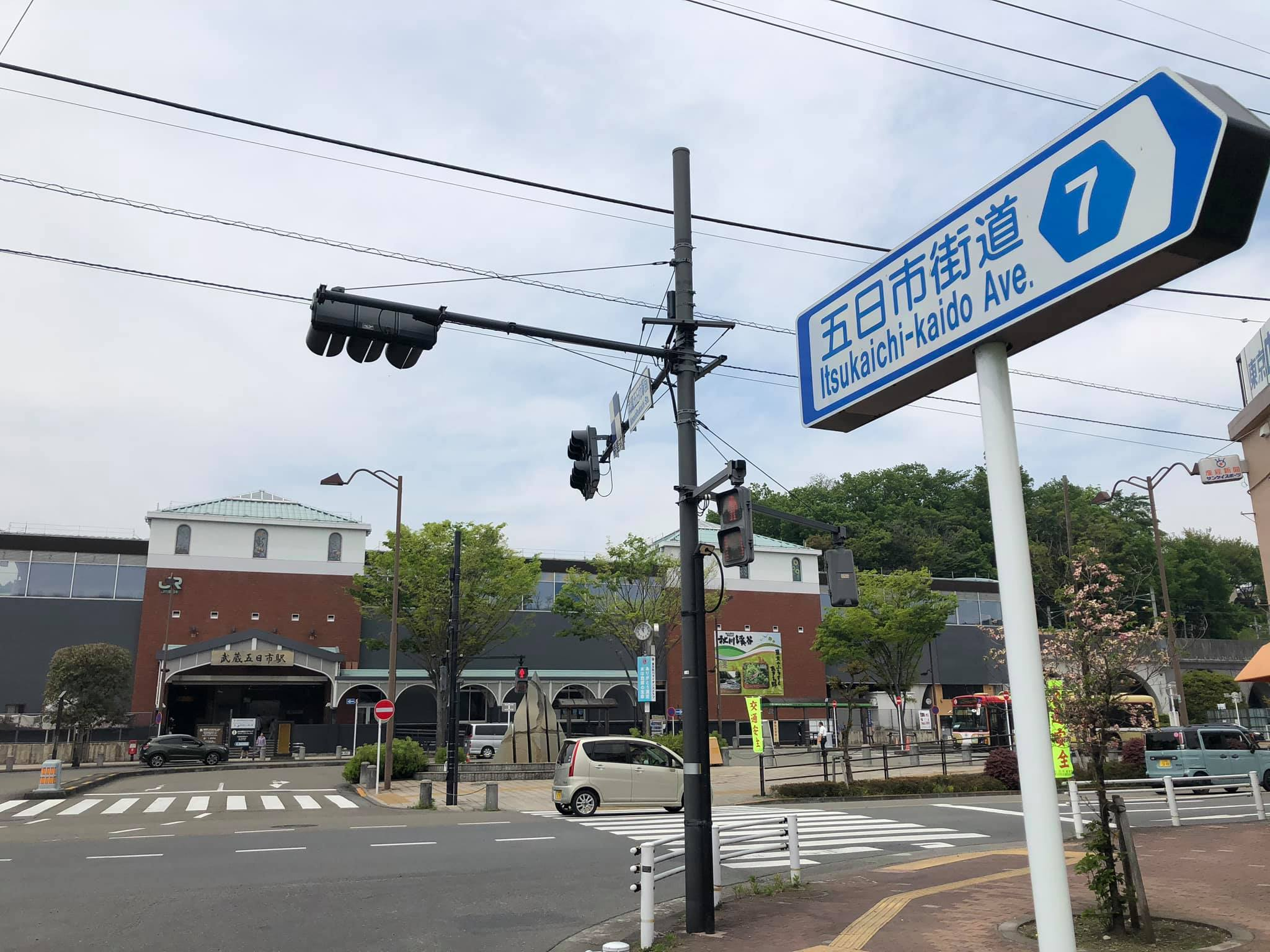
終点、武蔵五日市駅前交差点。左が檜原街道。手前が五日市街道。右が当路線。

東京都道31号 青梅あきる野線（とうきょうとどう31ごう おうめあきるのせん）は、東京都青梅市から、西多摩郡日の出町を経由してあきる野市五日市に至る主要地方道である。この道路は東京都道32号八王子五日市線とともに、秋川街道の通称がある。
この路線の中間に位置し、青梅市と日の出町の境となる二ツ塚峠付近は、ハイキングコース・サイクリングコースとなっている。しかし一方では、周辺市町村の一般廃棄物の最終処分場が建設されるなど、この道路も産業道路として利用されており、日中は大型トラック・ダンプカーなどの往来が激しい。

## 概要

### 路線データ
- 陸上距離：8,933 m
- 起点：東京都青梅市住江町（住江町交差点＝東京都道28号青梅飯能線交点）
- 終点：東京都あきる野市舘谷台（武蔵五日市駅前交差点＝五日市街道〈東京都道7号杉並あきる野線〉・檜原街道〈東京都道33号上野原あきる野線〉交点）

## 路線状況

### 通称
- 秋川街道

### 重用区間
- 東京都道184号奥多摩あきる野線（東京都西多摩郡日の出町萱窪 - 大久野）かやくぼ交差点 - つるつる温泉入口交差点

### 主要構造物
- 調布橋（多摩川、青梅市）
- 新坂本橋（北大久野川、日の出町）
- 堀口橋（平井川、日の出町）

### 都市計画道路指定
- 青梅市
  - 青梅3.4.25号線
- あきる野市
  - 秋多3.5.7号線

## 地理

### 通過する自治体
- 東京都
  - 青梅市
  - 西多摩郡
    - 日の出町

  - あきる野市

### 交差する道路
- 東京都道28号青梅飯能線（青梅市）住江町交差点
- 東京都道5号新宿青梅線（青梅街道、青梅市）千ヶ瀬五丁目交差点
- 国道411号（青梅市）長渕七丁目交差点
- 東京都道251号青梅日の出線（日の出町）坂本交差点
- 東京都道184号奥多摩あきる野線（日の出町）かやくぼ交差点
- 東京都道184号奥多摩あきる野線（日の出町）つるつる温泉入口交差点
- 東京都道7号杉並あきる野線（五日市街道、あきる野市）武蔵五日市駅前交差点
- 東京都道33号上野原あきる野線（檜原街道、あきる野市）武蔵五日市駅前交差点

### 峠
- 二ツ塚峠
  - 病身ゆえに死を望んだ母が、生きながらに埋葬されることになり、悲しみのあまりともに埋められることを望んだ娘と2人の塚（墓）がある、という伝承がその名の由来となっている。現在の二ツ塚峠は旧京塚峠であり、伝承の峠は旧二ツ塚峠として別に存在する。

### 周辺施設
- 明星大学青梅キャンパス（青梅市）
- 多摩リハビリテーション病院（同上）
- ひので斎場（日の出町）
- 二ツ塚廃棄物広域処分場（東京たま広域資源循環組合の運営）（同上）